# Velika Ludina
Velika Ludina (dříve Ludina, srbsky Велика Лудина) je vesnice a sídlo stejnojmenné opčiny v Chorvatsku. Nachází se v Sisacko-moslavinské župě, u břehu řeky Česmy, asi 5 km severozápadně od Popovače, 19 km jihozápadně od Čazmy, 20 km jihovýchodně od Ivanić Gradu, 21 km severozápadně od Kutiny a asi 29 km severovýchodně od Sisaku. V roce 2011 žilo ve Veliké Ludině 751 obyvatel, v celé opčině pak 2 625 obyvatel, přičemž 13 obyvatel bylo české národnosti.
V opčině se nachází celkem 12 obydlených vesnic.
- Gornja Vlahinićka – 271 obyvatel
- Grabričina – 40 obyvatel
- Grabrov Potok – 104 obyvatel
- Katoličko Selišće – 156 obyvatel
- Kompator – 80 obyvatel
- Ludinica – 14 obyvatel
- Mala Ludina – 159 obyvatel
- Mustafina Klada – 164 obyvatel
- Okoli – 278 obyvatel
- Ruškovica – 56 obyvatel
- Velika Ludina – 751 obyvatel
- Vidrenjak – 552 obyvatel

Opčinou procházejí silnice 3124, 3130 a 3158.